# Fromage fermier
 (août 2016).
Si vous disposez d'ouvrages ou d'articles de référence ou si vous connaissez des sites web de qualité traitant du thème abordé ici, merci de compléter l'article en donnant les références utiles à sa vérifiabilité et en les liant à la section « Notes et références ».

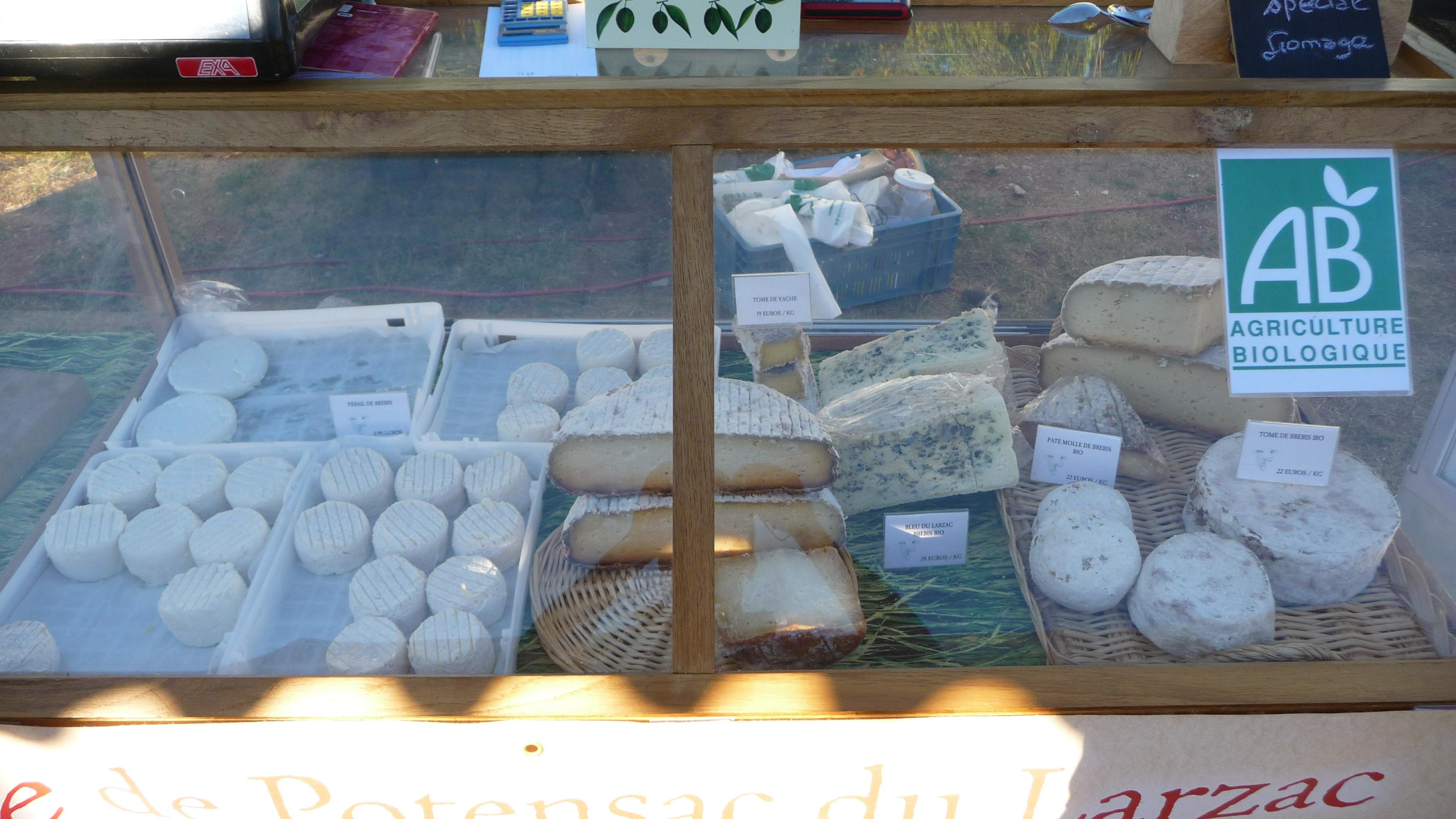
Fromages fermiers de vache et de brebis dans un marché d'agriculteurs, Larzac, Massif central.

Fromage fermier ou fromage de ferme est une appellation désignant un fromage élaboré par un agriculteur producteur-transformateur fermier communément nommé producteur fermier. Il s'agit d'un agriculteur transformant le lait issu du troupeau qu'il élève. Ce fromage sera destiné à la consommation familiale ou commercialisé et, alors s'il y en a, conforme aux normes d'hygiène en vigueur sur le territoire de son élaboration,.
La notion de fromage fermier s'oppose à celles de :
- fromage laitier (l'artisan achète les laits aux agriculteurs) ;
- fromage industriel (l'usine fromagère achète les laits aux agriculteurs).

## Spécificités

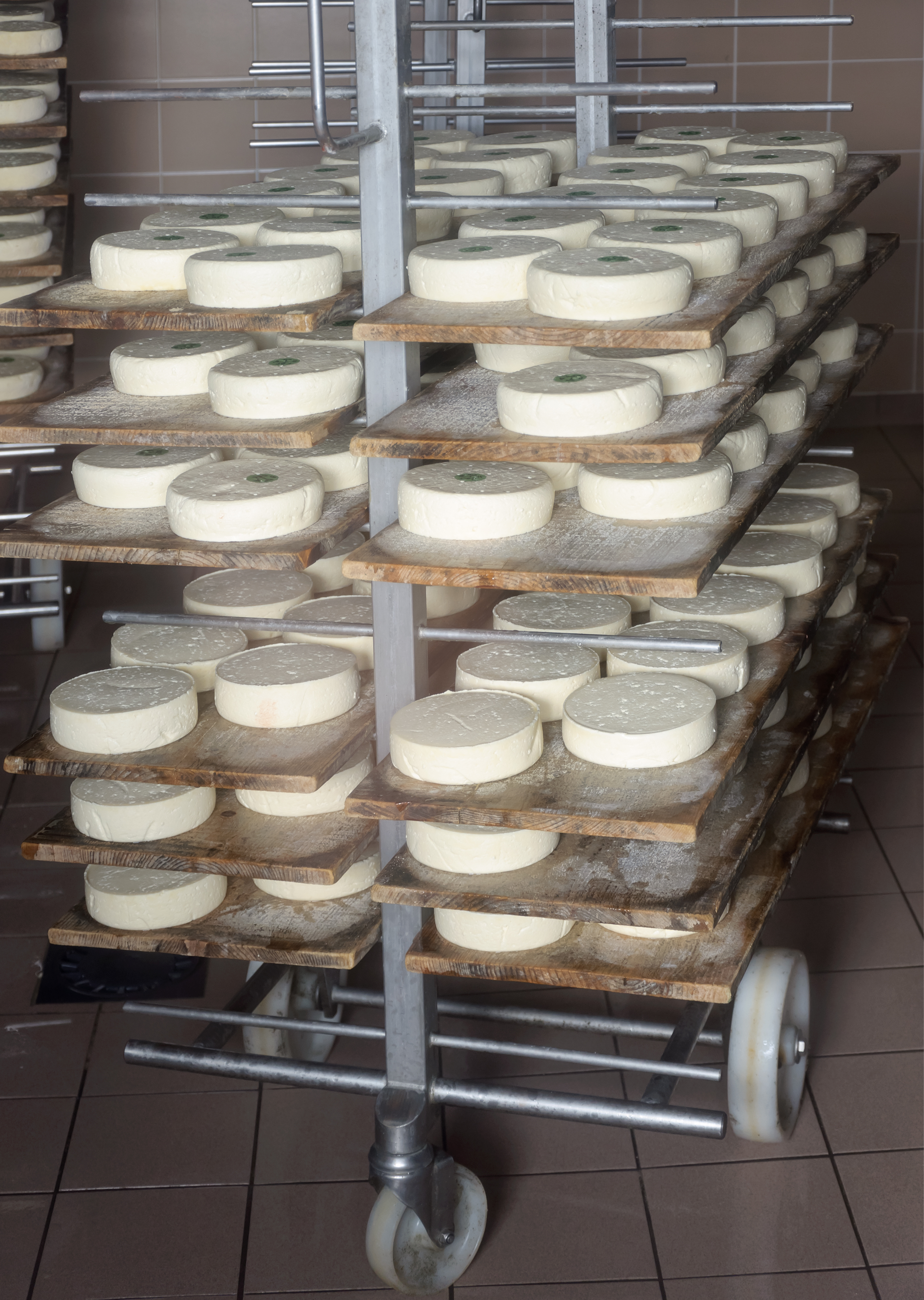
Reblochons fermiers au séchoir avant affinage, plateau des Glières, Haute-Savoie.

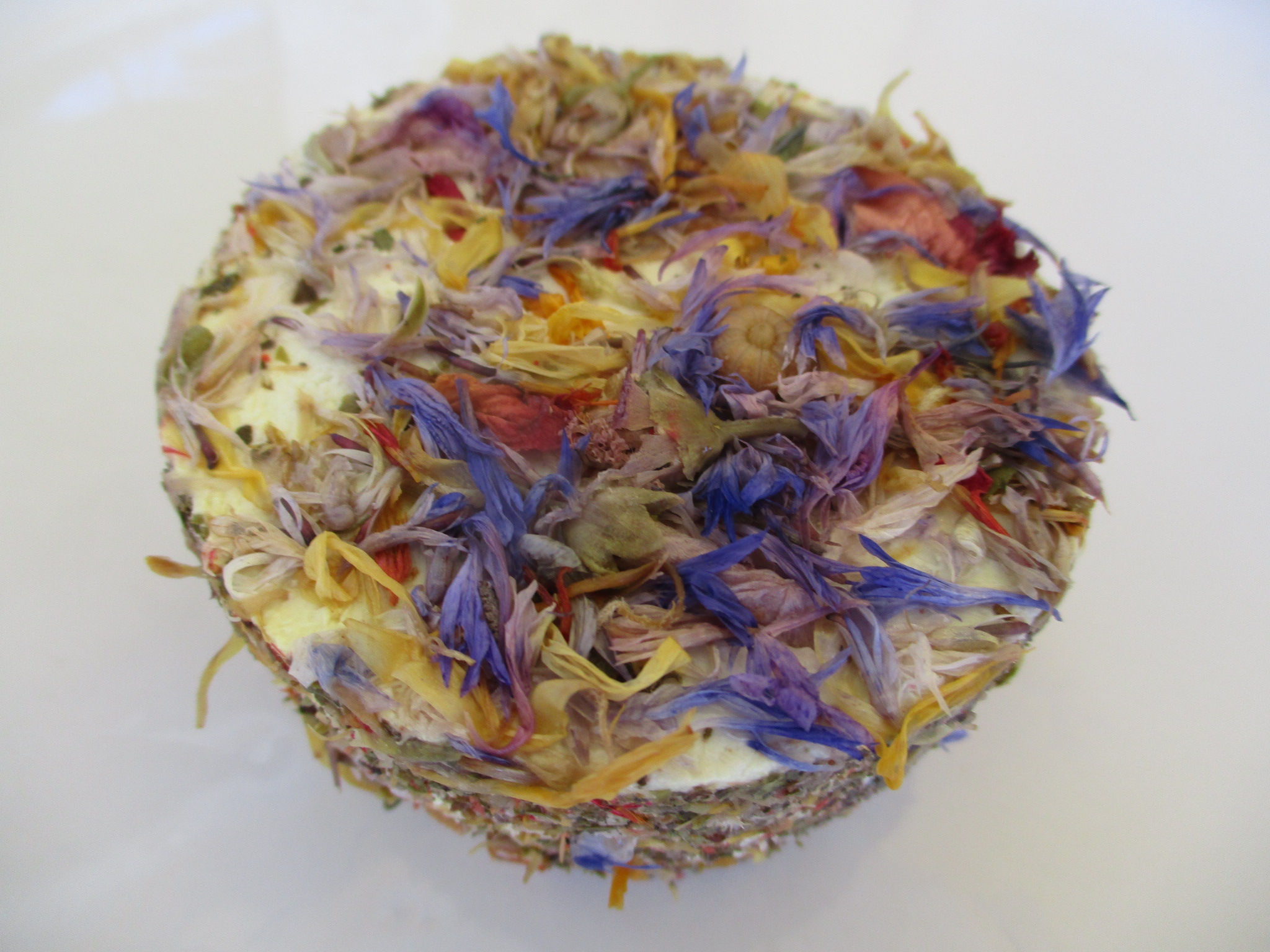
Satonnay aux fleurs, marque commerciale d'un fromage fermier dont d’importants volumes sont fabriqués par les employés d'un exploitant agricole en Saône-et-Loire.

Le fromage fermier, par sa fabrication à la ferme ou durant la saison d'estive, bénéficie de toutes les particularités de cette structure comme de pouvoir emprésurer le lait de traite à l'état naturellement chaud au sortir du corps de l'animal. Il n'y aura donc ni chauffage artificiel, ni attente du lait dans un réservoir réfrigéré dans certains cas. Certains arômes ou précurseurs d'arômes sont préservés par la rapidité de mise en œuvre, donnant au fromage des caractéristiques uniques. Les arômes du lait, communiqués au fromage, sont spécifiques d'une petite zone : prairie artificielle ou naturelle, la flore pâturée, le sol, le fourrage que l'on donne en hiver, voire les céréales, si l'éleveur décide d'en donner…

## En France

### Législation
En France, en vue d'une commercialisation, seul ce type de production a le droit de mentionner sur l'étiquetage l'appellation facultative « fromage fermier », « fromage de ferme » ou « produit fermier ».
La DGCCRF définit le fromage fermier comme un produit « fabriqué selon les techniques traditionnelles, par un producteur agricole ne traitant que les laits de sa propre exploitation sur le lieu même de celle-ci ».
L'appellation est régulièrement menacée et permet des écarts en termes de localisation d'étapes de fabrication. Ainsi un fromage fermier en 2022 peut ne pas être produit à la ferme, comme un fromage fermier en l'an 2000.  

### Fromages sans production fermière
Certains fromages, pour des questions de quantité importante de lait par fromage (gruyère, comté, etc.) ou parce que les lieux d'affinage restreints sont déjà occupés, inextensibles et indisponibles pour les agriculteurs ne sont produits que dans des fruitières, des laiteries industrielles.

## Sources